# Energias de Portugal
EDP - Energias de Portugal är ett portugisiskt energiföretag som tillhandahåller och distribuerar el i Portugal, Spanien, Brasilien, USA, Polen, Rumänien, Frankrike och Belgien, samt naturgas i Portugal och Spanien. 

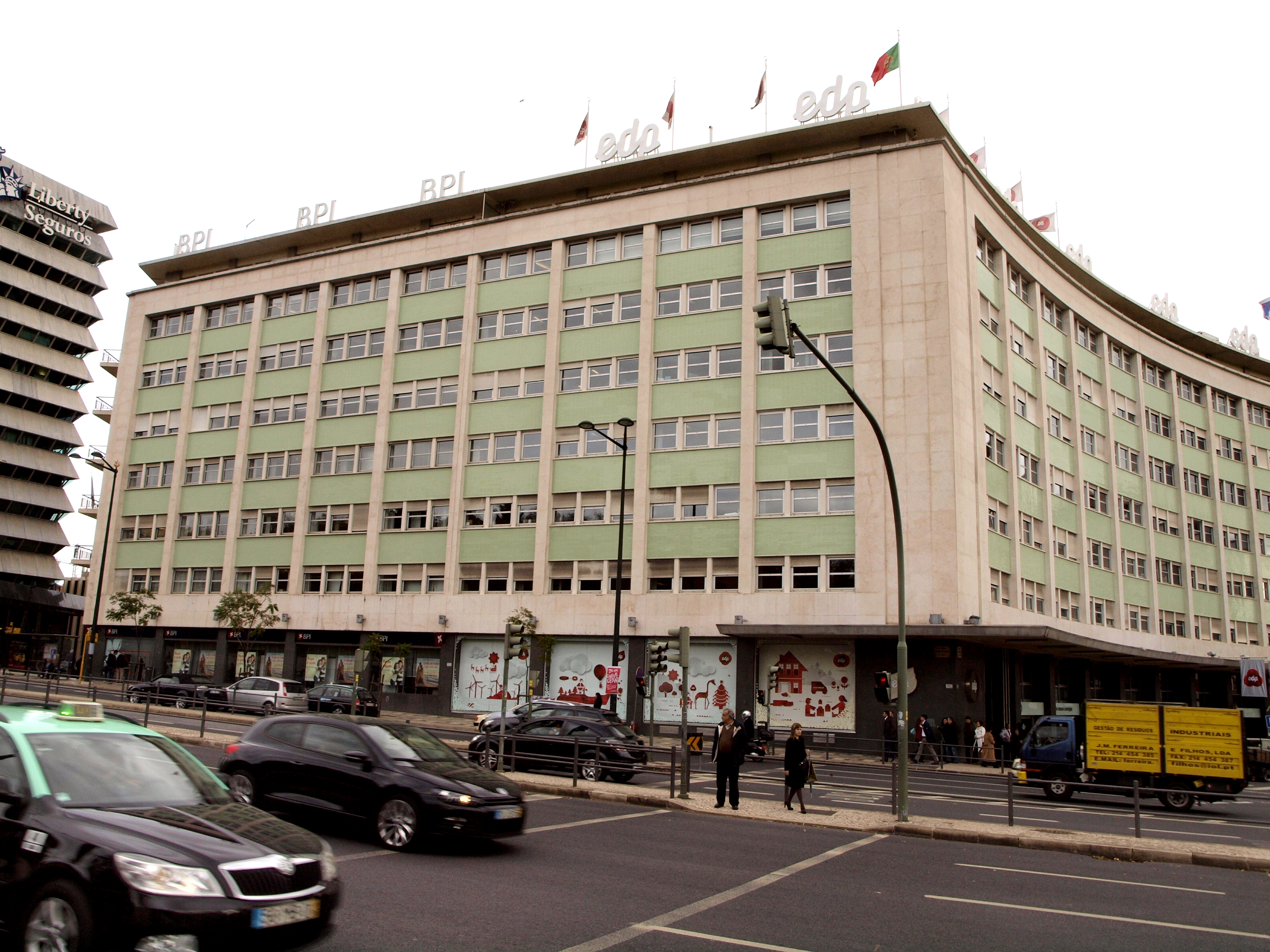
EDP huvudkontor i Marques de Pombal, Lissabon

EDP satsar stort på förnyelsebara energislag, som vindkraft och vattenkraft.
Företaget är börsnoterat på Euronext Lisbon och ingår i PSI-20 index.